# Uchi-deshi
Uchi-deshi (内弟子) è il termine giapponese per indicare lo  "studente interno", ossia l’apprendista che decide di studiare full-time un’arte marziale direttamente da un maestro. Questo metodo di insegnamento esiste in diverse arti marziali giapponesi antiche e moderne come ad esempio aikidō, sumo e karate.
Un apprendista Uchi-deshi solitamente vive a casa del Maestro/insegnante oppure nel Dojo (alcuni hanno le stanze interne per gli Uchi-deshi) o nei pressi dello stesso. Praticamente è al servizio del suo insegnante per tutti i giorni e per tutto il giorno. 
I doveri quotidiani dell’apprendista interno possono comprendere la pulizia e il lavoro di segreteria. A differenza di uchi-deshi, gli studenti che vivono all'esterno sono chiamati soto-deshi (外 弟子, letteralmente "studenti esterni"). 
Storicamente, un uchi-deshi era scelto/accettato e addestrato per diventare il prossimo capo di una scuola di arti marziali quando un membro della famiglia diretta non era disponibile. Oggi, il termine è usato sinonimo come apprendistato.
Nei tempi moderni, il ruolo è anche chiamato tsukibito (付 き 人, "persona allegata"). Altri termini includono senshūsei (専 修 生, "specialista") e kenshūsei (研修 生, "studente in formazione intensiva" o "ricercatore"), anche se questi termini sono più generali e non necessariamente indicano uno apprendista che vive nel Dojo. 
Senshūsei e kenshūsei spesso si riferiscono a programmi di formazione predeterminati oppure a formazione mirata ad uno specifico obiettivo, piuttosto che agli studenti che hanno un rapporto speciale con un insegnante. Ad esempio, i kenshūsei del dojo Kodokan hanno iniziato la formazione per il concorso di Olympic Judo nel 1960.
Il termine jikideshi si traduce in "allievo personale" ed è un termine usato per gli studenti che mostrano dedizione e impegno al loro maestro e / o scuola.